# Lowell David Flyr
Lowell David Flyr (1937-1971) est un botaniste américain. Né à Stratford, au Texas, Flyr a réalisé son travail de thèse à l'Université du Texas à Austin. Il est connu pour ses travaux sur le genre Brickellia.
À l'âge de 33 ans, Flyr s'est suicidé à Dallas alors qu'il suivait un traitement contre la dépression.
L'espèce Brickellia cordifolia est appelée Nemesis de Flyr ou brique de Flyr en son honneur.